# 卡塔利娜麓山 (亞利桑那州)
卡塔利娜麓山（英語：Catalina Foothills）是位於美國亞利桑那州皮馬縣的一個人口普查指定地區。根據2010年美國人口普查，該地共人口500人，而該地的面積約為108.61平方千米。

## 地理
卡塔利娜麓山的座標為32°17′38″N 110°53′02″W / 32.29389°N 110.88389°W，而該地最高點為海拔高度785米（即2575英尺）。